# Dichotomius irinus
Dichotomius irinus är en skalbaggsart som beskrevs av Edgar von Harold 1867. Dichotomius irinus ingår i släktet Dichotomius och familjen bladhorningar. Inga underarter finns listade i Catalogue of Life.